# Tráng A Dương
Tráng A Dương (sinh ngày 24 tháng 4 năm 1977, người H'Mông) là Đại biểu Quốc hội nước Cộng hòa xã hội chủ nghĩa Việt Nam. Ông hiện là Ủy viên chuyên trách Hội đồng dân tộc, Phó Chủ tịch Nhóm nghị sĩ hữu nghị Việt Nam – Maroc, Đại biểu Quốc hội khóa XV từ Hà Giang. Ông từng là Quyền Vụ trưởng Vụ Địa phương II, Ủy ban Dân tộc.
Tráng A Dương là đảng viên Đảng Cộng sản Việt Nam, học vị Cử nhân Kinh tế, Thạc sĩ Quản trị kinh doanh, Cao cấp lý luận chính trị. Ông có sự nghiệp đều hoạt động lĩnh vực dân tộc, hơn 20 năm ở Ủy ban Dân tộc trước khi tham gia Quốc hội.

## Xuất thân và giáo dục
Tráng A Dương sinh ngày 24 tháng 4 năm 1977 tại xã Tả Van Chư, huyện Bắc Hà, tỉnh Lào Cai. Ông lớn lên và tốt nghiệp phổ thông ở Lào Cai, theo học đại học ở Hà Nội và có bằng Cử nhân Kinh tế, học cao học và nhận bằng Thạc sĩ Quản trị kinh doanh. Ông được kết nạp Đảng Cộng sản Việt Nam vào ngày 15 tháng 10 năm 2005, trở thành đảng viên chính thức sau đó 1 năm, từng theo học các khóa chính trị ở Học viện Chính trị Quốc gia Hồ Chí Minh và tốt nghiệp Cao cấp lý luận chính trị. Hiện ông thường trú ở Khu đô thị mới Yên Hòa, quận Cầu Giấy, thành phố Hà Nội.

## Sự nghiệp
Tháng 11 năm 2002, sau khi hoàn thành các chương trình giáo dục đại học, Tráng A Dương được tuyển dụng công chức vào Ủy ban Dân tộc, được bổ nhiệm làm Chuyên viên Vụ Chính sách Miền núi. Sau đó 2 năm, vào tháng 10 năm 2004, ông được điều chuyển làm Chuyên viên Vụ Địa phương II, tức cơ quan thường trực khu vực Tây Nguyên của Ủy ban Dân tộc. Tiếp tục thêm 2 năm, vào tháng 8 năm 2006, ông được điều tới Vụ Chính sách Dân tộc, cho đến tháng 8 năm 2008 thì được bổ nhiệm làm Phó Giám đốc Ban Quản lý dự án Điện mặt trời – một đơn vị trực thuộc Ủy ban Dân tộc. Tháng 4 năm 2013, ông nhậm chức Phó Vụ trưởng Vụ Địa phương I, tức cơ quan thường trực khu vực Tây Bắc của Ủy ban Dân tộc, giữ chức liên tục gần 7 năm cho đến tháng 1 năm 2021 thì được giao nhiệm vụ làm Quyền Vụ trưởng Vụ Địa phương II, Ủy ban Dân tộc.
Năm 2021, Tráng A Dương được Ủy ban Dân tộc giới thiệu tham gia ứng cử đại biểu Quốc hội từ Hà Giang, thuộc đơn vị bầu cử số 2 gồm các huyện Vị Xuyên, Bắc Quang, Quang Bình, Hoàng Su Phì và Xín Mần, rồi trúng cử Đại biểu Quốc hội khóa XV với tỷ lệ 88,17%. Trong nhiệm kỳ này, ông được phê chuẩn làm Phó Chủ tịch Nhóm nghị sĩ hữu nghị Việt Nam – Maroc từ tháng 11 năm 2021, là Ủy viên chuyên trách Hội đồng Dân tộc của Quốc hội từ tháng 12 cùng năm.